# Qinhuangdao (stacja kolejowa)
Qinhuangdao (chiń. 秦皇岛站; pinyin Qínhuángdăo Zhàn) - stacja kolejowa w Qinhuangdao, w prowincji Hebei, w Chinach. Znajdują się tu 4 perony.